# Robbins-vijfhoek

Voorbeeld van een Robbins-vijfhoek

Een robbins-vijfhoek is een figuur met vijf zijden van geheeltallige lengte en geheeltallige oppervlakte.
Zulke vijfhoeken zijn cyclische veelhoeken: de hoekpunten liggen op een cirkel. Bij een robbins-vijfhoek zijn de lengten van de diagonalen rationaal, hetgeen betekent dat de vijfhoek opgesplitst kan worden in drie of vijf heron-driehoeken. Het omgekeerde is niet waar: met drie heron-driehoeken is niet per se een vijfhoek te leggen met alle hoekpunten op een cirkel.
De vijfhoek is vernoemd naar de Amerikaanse wiskundige David Robbins (1942-2003).